# Грозное (Кировоградская область)
Грозное (укр. Грізне) — село в Компанеевской поселковой общине Кропивницкого района Кировоградской области Украины.
До 2020 года входило в Компанеевский район
Население по переписи 2001 года составляло 77 человек. Почтовый индекс — 28433. Телефонный код — 5240. Код КОАТУУ — 3522885805.